# Neanderpress
Neanderpress war eine Zeitschrift von und für Kinder und Jugendliche, die sich in den 1970er Jahren mit Archäologie, Kunstgeschichte und Kultur beschäftigte. Sie entstand im Rahmen der Arbeit des Förderkreises Jugend im Museum e.V. Dies war ein Verein, der von Hansjürgen Holzhausen, dem damaligen wissenschaftlichen Mitarbeiter für Öffentlichkeitsarbeit des Rheinischen Landesmuseums Bonn gegründet worden war.
Der Förderkreis Jugend im Museum e.V. wurde 1971 als erstes außerschulisches Bildungsangebot im musealen Kontext in Deutschland gegründet. Er realisierte museumspädagogische Angebote für Kinder und Jugendliche im Landes-Museum Bonn. Zentral waren dabei die Workshops, die der Verein in den Schulferien anbot. In den Workshops setzten sich die Teilnehmenden handwerklich-kreativ mit der Sammlung und den aktuellen Sonderausstellungen des Museums auseinander.
Neanderpress wurde achtmal herausgegeben. Die erste Aufgabe stammt vom 26. Oktober 1975, die letzte vom 7. August 1977. Die 14- bis 17-jährigen Kinder und Jugendlichen erstellten sämtliche Inhalte, Beiträge, Graphiken, Druck und Verkauf selbstständig ohne Erwachsenen-Unterstützung außer dem Abtippen der Texte.
Jede der DIN-A4 großen Zeitschrift bestand aus etwa 40 Seiten, überwiegend mit Text, sowie handschriftlich gestalteten, großformatigen Überschriften, Zeichnungen und Skizzen von Kirchen, historischen Gebäuden, archäologischen Fundstücken und Denkmälern.
Das Titelblatt mit einer Graphik war assoziiert zu Themen der „Ferien im Museum“ für Kinder und Jugendliche, die seit 1971 im Rheinischen Landesmuseum stattfanden. Inhalte von Titelblättern waren zum Beispiel „Wir entdecken die Steinzeit“, „Wir entdecken die Römer“, „Wir entdecken Barock und Rokoko“. Nummer 1 wurde mit Linoldruck farbig auf das Titelblatt gebracht. Die Zeitschrift enthält auch Informationen und Anregungen zu den Theatergruppen der Jugend im Museum, Hinweise zu den Töpferkursen, Musikgruppen und Vortragsreihen für und von Jugendlichen. Daneben gab es Beiträge ehemaliger Museumsjugendlicher, die nach einem Ortswechsel in anderen Städten, zum Beispiel Berlin oder Teheran die dortigen Museen, Kunst und Kultur entdeckten. Jedes Heft kostete 50 Pfennig, womit die Kosten für Papier und Druckmatrizen gedeckt waren.
1977 wurde Neanderpress in einem Beitrag des ZEITmagazins als eine der ersten von Jugendlichen erstellten Zeitschriften mit kulturellen und kunstgeschichtlichen Themen erwähnt.

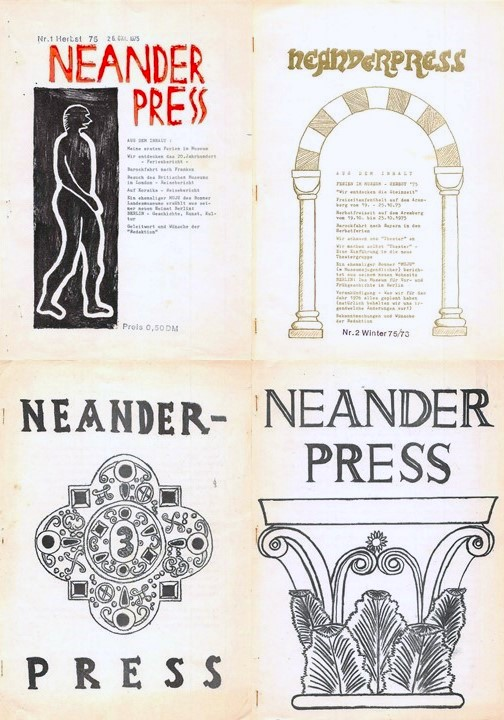
Neanderpress. Titelbätter Nr. 1–4 (1975–1976)
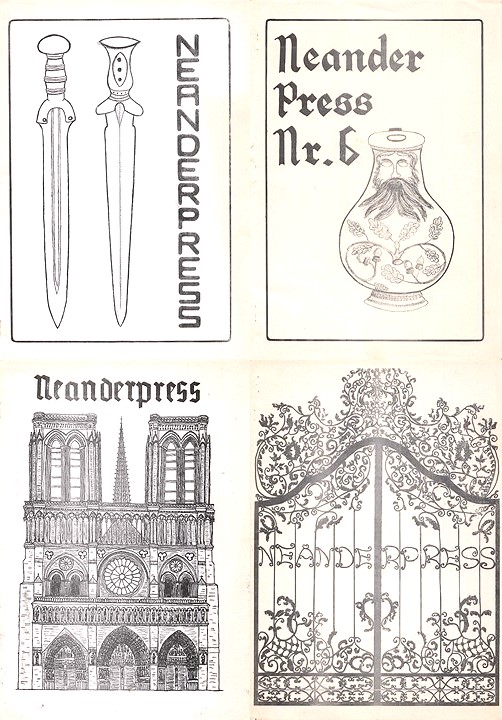
Neanderpress. Titelbätter Nr. 5–8 (1976–1977)